# アレクサンダー・スミット
アレクサンダー・スミット（Alexander Smit, 1985年10月2日 - ）はオランダの野球選手。身長192cm。体重98kg。ポジションは投手。左投左打。現在はシンシナティ・レッズ所属。オランダ球界期待の有望株で、2006年のワールドベースボールクラシックオランダ代表に20歳で選出された。変則的なスリークォーターから140キロ前後の速球とスライダー、チェンジアップを投げる。